# Richard Murnane
Richard John Murnane (* 1945) ist ein US-amerikanischer Bildungsökonom und war Juliana W. und William Foss Thompson Professor of Education und Society an der Harvard Graduate School of Education (HGSE).
Murnane erwarb den Masterabschluss 1968 und promovierte 1974 in Ökonomie bei Guy Orcut an der Yale University zum Thema The Impact of School Resources on the Learning of Inner City Children. Zuvor unterrichtete er an einer High school Mathematik (1968–1971) und an der University of Pennsylvania Ökonomie (1974–1978). Dann wurde er an die Yale University (1978–1983) berufen und wechselte als Professor an die HGSE 1987–1997. Dort wurde er darauf Thompson Professor of Education and Society (1997–2014). 1967 nutzte er ein Fulbright-Stipendium für ein Studium an der Universität Kiel. Er gehört zu den Forschern am National Bureau of Economic Research (NBER).
Seine Forschungsinteressen liegen auf dem Zusammenhang zwischen Bildungspolitik und Bildungsergebnissen sowie auf den modernen Lehrerqualifikationen. So erforschte er, inwieweit die Ungleichheit der Einkommensverteilung die Bildungschancen von Kindern aus einkommensschwachen Familien berührt. Seine Ideen zu den Basic Skills beeinflussten die Bewegung zum Deeper Learning. Auch zur Methodik der Bildungsökonomie trug er wichtige Schritte bei.
2013 wurde er Mitglied der American Academy of Arts & Sciences.

## Veröffentlichungen
- Restoring Opportunity. The Crisis of Inequality and the Challenge for American Education (mit Greg Duncan), Harvard UP 2014
- Whither Opportunity? Rising Inequality, Schools, and Children's Life Chances (mit Greg Duncan), (2011)
- Methods matter : improving causal inference in educational and social science research, 2010[3]
- The New Division of Labor: How Computers are Creating the Next Job Market, (mit Frank Levy), Princeton UP 2004
- Can the Internet Help Solve America's Education Problems: Lessons from the Cisco Networking Academies (mit N. Sharkey und F. Levy), in. The Knowledge Economy und Postsecondary Education, (Hg.  P. Graham und N. Stacey) (2002)
- Information Technology und Skill Requirements: Examples from a Car Dealership (mit A. Beamish und F. Levy), in: The Future of Computer Supported Diagnosis (hg. v. F. Rauner, N. Schreier, und G. Spöttl) (2002)
- Upstairs, Downstairs: Computers und Skills on Two Floors of a Large Bank, in: Industrial und Labor Relations Review (mit D. Autor und F. Levy) (2002)
- Do Cognitive Skills of School Dropouts Matter in the Labor Market?, in: Journal of Human Resources (mit J.H. Tyler und J.B. Willett) (2001)
- From High School to Teaching: Many Steps. Who Makes It?, in: Teachers College Record (mit E. Vegas und J.B. Willett) (2001)
- Key Competencies Critical to Economic Success (mit F. Levy), in: Defining und Selecting Key Competencies (hg. v. D. Rychen und L. Salganik) (2001)
- Will Stundards-Based Educational Reforms Improve Education for Children of Color? in: National Tax Journal (mit F. Levy) (2001)
- Estimating the Labor Market Signaling Value of the GED, in: Quarterly Journal of Economics (mit J.H. Tyler und J.B. Willett) (2000)
- Who Benefits from Obtaining a GED? Evidence from High School und Beyond, in: The Review of Economics und Statistics (mit J.B. Willett und J.H. Tyler) (2000)
- Does A GED Lead to More Training, Post-Secondary Education, und Military Service for School Dropouts, in: Industrial und Labor Relations Review (mit J.B. Willett und K. Parker Boudett) (1997)
- Teaching the New Basic Skills.Principles for Educating Children to Thrive in a Changing Economy (mit F. Levy), New York 1996, ISBN 978-0684827391.
- Who Will Teach? Policies That Matter (mit J. Singer und J. Willett), Harvard UP, 1991, ISBN 978-0674951921.